# Adolphe Sibert
Adolphe Sibert, vormals Adolf Sieberth, (geboren als Abram Wigdor Zilberstein oder Zilbersztajn 27. Juni 1899 in Korzecko, Kielce, Russisches Kaiserreich; gestorben 10. November 1991 in Paris) war ein österreichisch-französischer Dirigent.

## Leben
Abram Zilberstein studierte Violine an der Wiener Musikakademie und erhielt seine Ausbildung zum Dirigenten bei Clemens Krauss und  Wilhelm Furtwängler. Er legte in Wien eine Kapellmeisterprüfung ab. Zilberstein dirigierte in den Anfängen das Rundfunkorchester Wien der Radio-Verkehrs-AG. Er änderte 1932 seinen Namen in Adolf Sieberth.
Nach dem Anschluss Österreichs 1938 floh Sieberth nach Italien und ging von dort nach Frankreich, wo er während der deutschen Besatzung sich den Franc-Tireur anschloss.
Ab Anfang der 1950er Jahre spielte Adolphe Sibert mit einem eigenen Orchester im französischen Rundfunk und produzierte Schallplatten unter dem Namen Adolphe Sibert Et Son Grand Orchestre. Von 1963 bis 1975 dirigierte er das Orchestre Radio Lyrique des ORTF. Er moderierte in den 1970er Jahren im Programm von France Musique die Sendung Du Danube à la Seine.
Sibert sorgte 1980 in Paris für die Benennung eines Platzes im 10. Arrondissement nach Johann Strauss und erhielt 1981 als „Botschafter der Wiener Musik in Frankreich“ das Goldene Verdienstzeichen des Landes Wien.

## Aufnahmen (Auswahl)
- Musiques viennoises (vol. 1) : La veuve joyeuse. Studio SM 12 21.60
- Musiques viennoises (vol. 2) : Opérettes viennoises. Studio SM 12 22.22
- Musiques viennoises (vol. 3), A. Sibert en concert : Johann Strauss (Vater), Franz Lehár, Joseph Hellmesberger junior. Orchestre Lyrique de l'ORTF, Studio SM 12 22.62
- Johann Strauss Sohn, Le Baron tzigane. Orchestre Lyrique de l'ORTF
- Franz Lehár, Pages choisies – Orchestre Lyrique de l'ORTF. Naxos „Historical“ 8.111010